# Alexander Henry Haliday
Alexander Henry Haliday (Holywood, County Down, Irlanda, 21 de Novembro de 1806 — Bagni di Lucca, 12 de Julho de 1870), também conhecido por Enrico Alessandro Haliday ou Alexis Heinrich Haliday, foi um entomologista que se destacou no estudo dos Hymenoptera, Diptera e Thysanoptera, mas que publicou estudos sobre diversas ordens de insectos e sobre múltiplos aspectos da entomologia. Dividiu a sua vida entre a Irlanda e Lucca, onde foi um dos fundadores da Società entomologica italiana com Camillo Rondani e Adolfo Targioni Tozzetti.

## Biografia
Alexander Henry Haliday nasceu em Clifden, Holywood, uma pequena cidade costeira de County Down, Irlanda, o filho mais velho do médico Dr. William Haliday (1763-1836) e de sua esposa Marion Webster. O casal teria posteriormente mais um filho, chamado William Robert, e uma filha, chamada Hortense.
O pai era sobrinho e herdeiro do Dr. Alexander Henry Haliday, um dos médicos mais conhecidos de Belfast e um importante activista político. A família Haliday era protestante, apesar de não muito religiosa, e claramente socialmente bem colocada, sendo proprietários de 3 228 acres (13,06 km2) de terras lavradias em County Antrim, avaliadas em £3,054.00 em 1820 (£246,763.20 em 2017). A família também tinha propriedades em Holywood e Dublin e mantinha um negócio na área dos têxteis e vestuário e interesses económicos no campo dos transportes marítimos. A família Haliday era aparentada com a rica família Pisani, de Lucca (Itália), com quem Alexander Haliday manteria contacto estreito durante toda a sua vida e que visitaria frequentemente.
Alexander Haliday iniciou a sua educação na Royal Belfast Academical Institution, em Belfast, uma escola que tinha um forte pendor para o ensino da história natural. Concluiu o estudo dos Clássicos quando tinha 12 anos de idade, os estudos de Aritmética quando tinha 14 anos e de Matemáticas quando tinha 15 anos. Estudou várias outras disciplinas, incluindo História Natural com George Crawford Hyndman.
Alexander Haliday terminou os estudos na Belfast Academical Institution e a casa da família em Holywood com 15 anos de idade, mudando-se para Dublin onde se matriculou no Trinity College em 1822. Terminou naquela instituição o seu curso em 1827, recebendo a medalha de ouro de mérito académico no estudo dos Clássicos. Haliday partiu nesse ano para Paris, cidade onde permaneceu durante quase um ano inteiro.
Apesar de se ter inscrito como advogado, optou por viver essencialmente dos rendimentos familiares, como era típico dos gentlemen mais abonados do seu tempo. Entre 1825 e 1840, Haliday manteve a sua residência principal em Dublin, mas voltava frequentemente à sua cidade natal de Clifden e passava muito tempo em Londres, tendo visitado frequentemente Lucca, onde ficava com a família Pisani.
Durante este período, Haliday também despendeu muito tempo a colectar insectos em várias regiões da Inglaterra, a maior parte das vezes na companhia dos entomologistas Francis Walker e John Curtis Entre as regiões cujos insectos estudou contam-se as margens do Rio Darent e o subúrbio londrino de Southgate, tendo publicado os resultados da sua investigação.
Em 1835 acompanhou o naturalista William Thompson num périplo de estudo pela Inglaterra e Gales. A viagem de estudo iniciou-se em Londres, no British Museum e nos jardins da Zoological Society of London (os Zoological Gardens), e incluiu visitas a Matlock Bath, ao Lake District (Vale of Newlands), Crummock Water, Llangollen e Snowdon.
Entre 1841 e 1848, Haliday passou a maior parte do tempo ausente da Irlanda, estando principalmente com a família Pisani na sua casa de Lucca. Apesar disso, em 1842, foi nomeado high sheriff de Antrim ficando a viver na propriedade conhecida por Ballyhowne na paróquia de Carnmoney.
Entre 1854 e 1860, depois de se ter mudado novamente para Dublin, Haliday empregou-se como assistente instrutor de  Zoologia dos Invertebrados no Trinity College da Universidade de Dublin (University of Dublin). Durante estes anos coube-lhe editar parte da revista científica Natural History Review e foi um dos membros fundadores da Dublin University Geological Society. Também dava aulas e conduzia conferências e outros eventos de debate científico na Dublin University Zoological Association (Trinity College), ao mesmo tempo que era curador das colecções de insectos da mesma Universidade. Fazia vistas regulares a Londres, onde ficava em casa de Henry Tibbats Stainton, sendo que essas vistas em geral coincidiam com as reuniões da Entomological Society of London de que era membro activo.
Em Fevereiro de 1862, Haliday mudou-se para Lucca, na Toscânia. Após uma viagem de estudo à Sicília, fixou-se na vila Villa Pisani passando a viver com a sua prima Mme. Pisani, e a sua família.
Após essa mudança, a sua participação em expedições de reuniões com entomologistas passaram a ser muito mais frequentes. Entre 1862 e a data do seu falecimento, Haliday viajou através da Itália colectando insectos, tendo explorado principalmente as regiões do norte da Península Itálica (Emilia-Romagna, Liguria, Lombardia, Piemonte, Vale de Aosta e Toscana), apesar de neste período ter feito duas viagens à Sicília.
Também realizou várias viagens de exploração à Suíça, França e Baviera, a que se seguiu em 1865, na companhia de Edward Perceval Wright, uma expedição entomológica a Portugal. Em 1868 e 1870, novamente na companhia de Edward Perceval Wright, realizou viagens de exploração entomológica na Sicília.
Alexander Haliday faleceu em Lucca em 1870 ficando sepultado no Cemitério Inglês de Lucca (Cimitero inglese di Bagni di Lucca).

## Carreira científica
Quando faleceu, Alexander Haliday eram membro activo de diversas agremiações científicas, entre as quais a Royal Irish Academy, a Belfast Natural History Society, a Dublin University Zoological Association, a Dublin University Geological Society, a Linnean Society of London, a Microscopical Society of London, a Galileiana Academy of Arts and Science, a Società Entomologica Italiana e a Entomologischer Verein zu Stettin. Era sócio (fellow) da (agora Royal) Entomological Society of London.
Alexander Haliday é considerado um dos maiores dipteristas do século XIX e um dos mais distintos e reputados entomologistas britânicos de sempre. As suas contribuições mais notáveis para a ciência repartem-se por quatro campos principais: (1) descrição científica de espécies; (2) taxonomia e sistemática; (3) sinonímia taxonómica; e (4) biologia dos insectos. Em resultado dos seus trabalhos de sistemática, erigiu diversos taxa de maior importância, incluindo as ordem Thysanoptera e as famílias Mymaridae e Ichneumonidae.
Haliday trabalhou principalmente com insetos muito pequenos. O estudo das minúsculas peças anatómicas exigia a dissecação, a montagem em lâmina de vidro e o uso de um microscópio de alta qualidade. Adquiriu seu equipamento ao microscopista londrino Andrew Pritchard, que utilizava para observar espécimes inteiros montados em cartão usando goma, sendo o cartão transfixado por um alfinete entomológico de fabricação alemã.
Uma vez que as descrições de relevância taxonómica se deviam baseavam necessariamente em mais de um exemplar, às vezes são ambíguas por serem erroneamente baseadas em mais de uma espécie. O método de colheita dos espécimes e a metodologia geral de observação e descrição utilizados por Haliday seguiu as instruções dadas por George Samouelle no manual The entomologist's useful compendium; or, An introduction to the knowledge of British insects, comprising the best means of obtaining and preserving them, and a description of the apparatus generally used (O compêndio útil do entomologista; ou Uma introdução ao conhecimento de insectos britânicos, compreendendo os melhores meios de obtê-los e preservá-los, e uma descrição dos aparelhos geralmente usados) e pela obra de Abel Ingpen intitulada Instructions for collecting, rearing, and preserving British & foreign insects : also for collecting and preserving crustacea and shells (Instruções para colecta, criação e preservando insectos britânicos e estrangeiros: também para colectar e preservar crustáceos e conchas). Em viagens de colecta, utilizava uma lente do tipo lupa de Coddington.
Ao longo da sua vida Haliday juntou uma grande colecção de insectos, a qual compreende 78 caixas. A colecção foi inicialmente deixada ao Trinity College de Dublin que em 1882, 12 anos após o falecimento de Haliday, a ofereceu ao Museum of Science and Art (agora designado por National Museum of Ireland).
A datação das partes que integram a colecção é confusa, mas a maior parte foi montada antes de 1860. Embora a colecção tenha sido danificada e partes substanciais tenham sido perdidas, continua sendo uma colecção de insectos muito grande. A maior parte do material colectado pelo próprio Haliday pertence às ordens Hymenoptera e Diptera. O material referente aos Hymenoptera não danificado está organizado em blocos numerados de táxons sistematizados, geralmente grupos díspares (representando espécies) dispostos abaixo do nome genérico apropriado. A maioria dos espécimes de Haliday é proveniente da Irlanda, mas no entanto, vários deles são oriundos da Inglaterra, Escócia e Itália.
Além das colecções especializadas de Hymenoptera e Diptera, há a colecção geral da Haliday (principalmente de Coleoptera) e um grande corpo de material adicionado à colecção por outros entomologistas. A maior fonte única de doações para a colecção foi Francis Walker, o entomologista de Londres com quem Haliday manteve colaboração ao longo de toda a sua carreira. A adição de Francis Walker é composta principalmente por insectos dos grupos Hymenoptera e Diptera, sem prejuízo de conter insectos da maioria das outras ordens, especialmente Coleoptera e Thysanoptera.
Outros coleccionadores representados por espécimes integrados nas colecções de Haliday são John Curtis, James Charles Dale, Jean Antoine Dours, Arnold Förster (ou Arnold Foerster), Hermann Loew, Fernandino Maria Piccioli, George Thomas Rudd, William Wilson Saunders, James Francis Stephens e Thomas Vernon Wollaston. A colecção também inclui uma quantidade considerável de material recolhido por Charles Darwin na viagem da Beagle.
Entre as suas maiores contribuições para o conhecimento científicos dos insectos inclui-se:
- Contribuições para o conceito de espécie através da designação de espécime tipo.
- Contribuições para o conceito de sinonímia taxonómica.
- Estabelecimento e clarificação das regras a aplicar em sistemática e nomenclatura biológica.
- A descrição apresentada por Haliday para o género Orphnephila (Diptera: Thaumalaeidae) e a ilustração científica que o acompanha estabeleceram um novo padrão de taxonomia descritiva muito antes de qualquer outro autor.
- O ensaio de Haliday intitulado Essay on the classification of parasitic Hymenoptera, sobre a classificação dos himenópteros parasitas, é considerado um trabalho seminal no campo da taxonomia. Foi um dos pioneiros no estudo deste grupo taxonómico e, apesar da classificação dos níveis taxonómicos mais elevados dos Ichneumonidae permanecer instável, muitos dos maiores taxa propostos por Haliday continuam a ser utilizados.
- Haliday era especialista, trabalhando em tempo integral, em Diptera das famílias Sphaeroceridae e Dolichopodidae e nos Hymenoptera e Thysanoptera (excepto a área da sinonímia).

Alexander Haliday é a autoridade taxonómica de diversos taxa, tendo erigido alguns dos grupos de nível taxonómico mais elevado nos agrupamentos que estudou. É autor, entre outros, da superfamília Proctotrupoidea e das seguintes famílias de Hymenoptera:
- Mymaridae
- Platygastridae
- Scelionidae
- Trichogrammatidae
- Agaonidae (com Francis Walker)
- Encyrtidae (com Francis Walker)
- Eupelmidae (com Francis Walker)
- Eurytomidae (com Francis Walker)
- Torymidae (com Francis Walker)

Além disso é autor dos taxa Japygidae e Sarcophagidae e das subfamílias Pireninae, Spalangiinae, Bethylinae e Agriotypinae. Também é da sua autoria a introdução do nome Terebrantia para designar um grupo de vespas parasitóides.
Entre os seus trabalhos mais notáveis estão as seguintes obras:
- 1832 — "The characters of two new dipterous genera with indications of some generic subdivisions and several species of Dolichopodidae". Zoological Journal 5: 350-368. 1 pl.[16]
- 1833  — (com Francis Walker), Monographia Chalciditum. London, 1833–1842, Much of this work was collaborative with Haliday A.H who was the sole author of the sectional diagnoses.
- 1833-1838 An essay on the classification of the parasitic Hymenoptera of Britain which correspond with the Ichneumones minuti of Linnaeus. Entomological Magazine 1: 259-276; 333-350; 48-491; 2: 93-106; 225-259; 4: 92-106; 203-221; 5:209-248.
- 1836  — "British species of the dipterous tribe Sphaeroceridae. Entomological Magazine 3: 315-336.
- 1836  — "An epitome of the British genera in the order Thysanoptera with indications of a few of the species. Entomological Magazine 3: 439-451.
- 1837  — (com John Curtis, James Charles Dale e Francis Walker), Second edition of  A guide to the arrangement of British insects being a catalogue of all the named species hitherto discovered in Great Britain and Ireland
- 1839 — Hymenoptera Britannica : Oxyura et Alysia. London, Balliére Fasc. 1: 15, Fasc. 2: 28 et 4.
- 1839  — Hymenopterorum Synopsis and Methodum Fallenii ut plurimum accommodata (Belfast) 8 4pg. s.titulo.
- 1851-1856  — em Francis Walker Insecta Britannica Diptera 3 vols. London Characters and synoptical tables of the order (vol.I: 1-9 of the Empidae (Vol.I:85-88) of the Syrphidae (Vol.I: 234-237) chapters on the Dolichopodidae (Vol.I: 144-221), on the Borborides (Vol.II: 171-184), on the Hydromyzides (Vol.II: 247-269)also the corrigenda and addenda (Vol.III: xi-xvi) and contributions to the J.O. Westwood plates.
- 1851  — (com Dohrn, C.A.) Wissenschaftliche Mittheilungen Sendschreiben von Alexis H. Haliday an C. A. Dohrn über die Dipteren der in London befindlichen Linnéischen Sammlung Aus dem Englischen uberstez von Anna Dohrn and also (index) Haliday, A.H. Über die Dipteren der in London befindlichen Linnéischen Sammlung Stettiner Entomologische Zeitung 12: 131-145.
- 1857  — "Review Zoonomische briefe : allgemeine darstellung der Thierischen Organisation Von Dr. Hermann Burmeister, Professor der Zoologie zu Halle. Ersler und Zweiter Theil 8 vo. Otto Wigand: Leipzig 1856. Natural History Review (Proc.) 4: 69-77.

## Obras publicadas
Based on Hagen Hagen, H.A., 1862-1863 and
- 1824-1840 Contributions to Curtis, J.. British Entomology, being illustrations and descriptions of the genera of insects found in Great Britain and Ireland; containing coloured figures from nature of the most rare and beautiful species, and in many instances of the plants upon which they are found  London.6 volumes 193 Folios 770 coloured plates  (Dissection drawings, text for much of folios relating to Hymenoptera and Diptera).
- 1828 Notice of insects taken in the North of Ireland. Zoological Journal 3: 500-501.
- 1832 The characters of two new dipterous genera with indications of some generic subdivisions and several species of Dolichopidae. Zoological Journal 5: 350-368. 1 pl.
- 1833 Catalogue of Diptera occurring about Holywood in Downshire. Entomological Magazine 1: 147-180.
- 1833 Defence of Mr Westwood’s conduct. Entomological Magazine 1: 424.
- 1833 Generic names should be of Greek derivation. Entomological Magazine 1: 515.
- 1833 Burrowing Hymenoptera. Entomological Magazine 1: 516.
- 1833 Public Entomological Collection. Entomological Magazine 1: 518-519
- 1833 An essay on the classification of the parasitic Hymenoptera of Britain which correspond with the Ichneumones minuti of Linnaeus. Entomological Magazine 1: 259-276; 333-350; 48-491.
- 1833-1842 with Walker, F. Monographia Chalcidum. London, 1833–1842. (Much of this work was collaborative with Haliday who was the sole author of the sectional diagnoses. In the M.W.R de V. Graham collection of Francis Walker papers there is an annotated [by Walker] copy of this work Formerly this was the property of Haliday and he had gummed into it proof copies of his figures of Dryinidae and Proctotrupidae Ent. I, plates A-P. Reproduced and dated in O’Connor, J.P, Nash, R and Boucek, Z. (2000).
- 1834 Aleyrodes Phyillyrea'. Entomological Magazine 2: 119-120.
- 1834 Notes on the Bethyli and on Dryinus pedestris. Entomological Magazine 2: 219-221.
- 1834 An essay on the classification of the parasitic Hymenoptera of Britain which correspond with the ichneumones minuti of Linnaeus (cont.) Entomological Magazine 2: 93-106; 225-259.
- 1835 Curious economy of Gyrinus villosus. Entomological Magazine 2: 530-531.
- 1835 Psychoda nervosa. 'Entomological Magazine 2: 531.
- 1836 British species of the dipterous tribe Sphaeroceridae. Entomological Magazine 3: 315-336.
- 1836 An epitome of the British genera in the order Thysanoptera with indications of a few of the species. Entomological Magazine 3: 439-451.
- 1837 Additional Notes on the Order Thysanoptera. Entomological Magazine 4:144-146
- 1837 Notes upon Diptera: characters of some undescribed species of family Muscidae. Entomological Magazine 4:147-152.
- 1837 Notes about Cillenum laterale and a submarine species of Aleocharidae. Entomological Magazine 4: 251-254.
- 1837 Descriptions etc., of the insects collected by Captain P.P. King, R.N., F.R.S. in the survey of the straits of Magellan.Descriptions etc. of the hymenoptera. Transactions of the Linnean Society of London 7: 316-331.
- 1837 An essay on the classification of the parasitic Hymenoptera of Britain which correspond with the Ichneumones minuiti of Linnaeus (cont.). Entomological Magazine 4: 92-106; 203-221.
- 1837 with Curtis, Dale, J., Walker, F..Second edition of  A guide to the arrangement of British insects being a catalogue of all the named species hitherto discovered in Great Britain and Ireland.(Six pages of introductory matter are followed by 282 columns of insect names in two columns per page systematically arranged and followed by an index to genera. This work attributed to John Curtis was in fact co-authored by John Dale, Francis Walker and Alexander Henry Haliday;Haliday and Walker writing almost the whole of the sections on Diptera and parasitic Hymenoptera.The list contains 1500 generic and 15,000 specific names.Ireland and Britain are not separated).
- 1838 Note on Dryinus etc. Entomological Magazine 5: 518.
- 1838 Note on the genus Epyris. Entomological Magazine 5: 519.
- 1838 Addenda to the genus Alysia. Entomological Magazine 5: 519.
- 1838 Description of the larva of Blaps mortisaga. Transactions of the Entomological Society of London. 2: 100-102, fig.
- 1838 Description of new British Insects indicated in Mr Curtis’s Guide. Annals of Natural History series 1, 2: 112;121; 183-190.
- 1838 An essay on the classification of the parasitic Hymenoptera of Britain which correspond with the Ichneumones minuiti of Linnaeus (cont.) Entomological Magazine 5:209-248.
- 1838 Additional Notes on the Order Thysanoptera. Entomological Magazine 4:144-146.
- 1838 Notes upon Diptera: characters of some undescribed species of family Muscidae. Entomological Magazine 4: 147-152.
- 1838 Notes about Cillenum laterale and a submarine species of Aleocharidae. Entomological Magazine 4: 251-254.
- 1839 Hymenoptera Britannica : Oxyura (Circumscriptional name) et Alysia (Alysiinae Leach, 1815). London, Balliére Fasc. 1: 15, Fasc. 2: 28 et 4.
- 1839 Hymenopterorum Synopsis and Methodum Fallenii ut plurimum accommodata (Belfast)  4pg. s.titulo.
- 1839-1840 contributions to Westwood J. O. An introduction to the modern classification of insects. London Vol.1 (1839): 1-462 Vol.2 (1840): 1-587
- 1839-Revision of Psychoda Pl. 745, pp. 1–2. In Curtis, J., British entomology
- 1841 Note on the primary divisions of Carabidae. Entomologist 1841: 185-186.
- 1841 Notes on Staphylinidae. Entomologist 1841: 186-188.
- 1841 Irish species of Mylaechus. In [Newman, E.] 1841: Varieties by Various Contributors.The Entomologist, London [1][1840-1842] (Nr. VIII): 125-128 - [1] (1840-1842) (Nr. XII) 190
- 1842 Note on Adelotopus.  Entomologist 1842: 305-306.
- 1843 in Thompson, W. 1843 Report on the fauna of Ireland: Div. Invertebrata. British Association Report.
- 1844 Sunday school rhymes and other metrical pieces by a teacher Belfast,  Henry Greer; London, Houlston and Stoneman.Published anonymously.
- 1846 Excursion of an Insect Hunter in the Carinthian Highlands. The Annals and Magazine of Natural History, including Zoology, Botany, and Geology, London 18 (1846-1847) (120) 339-348 by František Antonín Nickerl communicated by Haliday
- 1846 To expel mites etc. from Cabinets of Insects and to exclude them. The Zoologist: A popular Miscellany of Natural History, London - 4 1524
- 1847 On the Branchiotoma Spongillae (larva Sisyrae) and on Conipoteryx. Transactions of the Entomological Society of London 5: (Proc).: 31-32.
- 1847 Reports on zoology for 1843, 1844 Translated from the German by George Busk, Alfred Tulk, esq. and Alexander H. Haliday, esq. London, Printed for the Ray Society
- 1851-6 in Walker, F.Insecta Britannica Diptera 3 vols. London. (Characters and synoptical tables of the order (vol.I: 1-9 of the Empidae (Vol.I:85-88) of the Syrphidae (Vol.I: 234-237) chapters on the Dolichopidae (Vol.I: 144-221),	on the Borborides (Vol.II: 171-184), on the Hydromyzides (Vol.II: 247-269) also the corrigenda and addenda (Vol.III:pxi-xvi) and contributions to the J.O. Westwood plates Separates the "Brittanic" Diptera into those from England, Scotland, Wales and Ireland (E.S.W.I.)).
- 1851 with Dorn, C.A., Wissenschaftliche Mittheilungen Sendschreiben von Alexis H. Haliday an C. A. Dohrn über die Dipteren der in London befindlichen Linnéischen Sammlung Aus dem Englischen uberstez von Anna Dohrn but also (index) Haliday, A.H. Über die Dipteren der in London befindlichen Linnéischen Sammlung Stettiner Entomologische Zeitung 12: 131-145.
- 1851 Summary of the natural history of ants. Iris Sunday-school Magazine, ? - 2 (Nr. 13; 14) 6-10; 30-32
- 1852 A.H. Haliday, in F. Walker. List of the specimens of homopterous insects in the collection of the British Museum, part iv: 1094-1118. pls. V-viii. London 1852.
- 1855 Review. Recent works on the Diptera of Northern Europe. Natural History Review (Proc.) 2: 49-61 See Neal L. Evenhuis, 2007 On a little-known work by A.H. Haliday containing nomenclatural notes on Diptera genus-group names Zootaxa 1407: 65–66 (Insecta: Brachycera)
- 1855 Notes on various insects captured or observed in the neighbourhood of Dingle, Co Kerry in July, 1854. Natural History Review (Proc.) 2: 50-55.(with Authur Riky Hogan)
- 1855 Descriptions of insects figured and references to lates illustrating the notes on Kerry insects. Natural History Review (Proc.) 2: 59-64.  pl. 2 and Zoologist p. 4756.
- 1855 Obituary of William Wing Natural History Review 2: 48
- 1855 On some Irish Insects. Natural History Review (Proc.) 2: 116-124. P.III.
- 1855 Entomological remarks. [Trichopteryx].  The natural history review: a quarterly journal of biological science, Proceedings, London; Edinburgh; Dublin - 2 116-124, 1 plate.
- 1855 Daraus: Gelegentliche Bemerkungen uber entomologische Nomenclatur. Stettiner Entomologische Zeitung 16: 287-290
- 1855-1873 with Stainton, H.T., Zeller, P.C., Douglas, J.W. and Frey.H.The Natural History of the Tineina 13 volumes, (2000 pages English French, German and Latin editions.Text additions, synonymies and translations).
- 1856 On the wing veins of Insects. Natural History Review (Proc.) 2: 59-64. cf. Transactions Entomological Society. London Ser. 2 T4: 64.
- 1856 On the affinities of the Aphaniptera among insects. Natural History Review (Proc.) 3: 9-19 tab. 1.
- 1856 Descriptions of the larvae of Ochthebius punctatus and Diglossa mersa. Natural History Review 3: 20. Fig.
- 1856 Notice on larvae infesting the horns of Oreas canna. Natural History Review (Proc.) 3: 23. fig.
- 1856 Notice on two Irish dipterous insects. Natural History Review (Proc.) 3:32-33.
- 1856 Recent works on the Diptera of Northern Europe. Supplementary Notie.Zetterstedt, Diptera Scandinaviae.TomXII 8 vo. Lundae 1855.Stenhammar, Copromyzinae Scandinaviae 8 vo. Ppp. 184 Holmiae 1855. Natural History Review (Proc.) 3: 32, 33.
- 1856 Insecta in Thompson, William (edited by Patterson, R.) The natural history of Ireland. Volume 4: Mammalia, reptiles and fishes. Also, invertebrata. London: Henry G. Bohn, 1856.pp. 365–366.
- 1856 Review The Natural History of Ireland in four volumes Vol. IV Mammalia, Reptiles and Fishes: also Invertebrata by the late William Thompson, Esq. 8vol. London: Henry G. Bohn, York Street, Covent Garden 1856 Natural History Review (Proc.) 3: 60-62.
- 1856 Sketch of the present state of knowledge of the Rotifera Proceedings of the Dublin University Zoological & Botanical Association. Natural History Review 3 :
- 1857 Entomological notes. Natural History Review (Proc.) 4: 31-36.
- 1857 Explanation of terms used by Dr Hagen in his synopsis of the British Dragon-flies. Entomologists' Annual 164-15. Fig.
- 1857 Note on a peculiar form of the ovaries observed in a hymenopterous insect constituting a new genus and species of the family Diapriadae. Natural History Review (Proc.) 4:166-174, 1 pl.
- 1857 On some remaining blanks in the natural history of the native Diptera. (List of the genera and species of British Diptera, the earlier stages of which are more or less perfectly known with references to the principal authorities).  (Additional note on the metamorphosis of some species of Diptera hitherto undescribed or known but imperfectly). Natural History Review (Proc.) 4: 177-196, 1pl.
- 1857 (with Wright, E. P.) Notes of a visit to Mitchelstown Caves by E. Percival Wright, A.B., M.R.I.A., Director of the Dublin University Museum: Hon. Sec. Dublin University Zoological and Botanical Association.  With supplemental notes of the blind Fauna of Europe by A.H. Haliday, A.M., M.R.I.A., F.L.S., vice-president of the Dublin University Zoological and Botanical Association. Natural History Review (Proc.) 4: 231-234.
- 1857 Review, Wahre parthenogenesis bei Schmetterlingen and bienen ein beitrag zur fortpflanzungsgeschichte der thiere. Von C.Th.E. von Siebold 8 vol. Leipzig 1856. (On a true parthenogensis in moths and bees, a contribution to the history of reproduction in animals by C.Th. von Siebold); translated by W.S. Dallas, F.L.S., etc., 8 vo. Van Voorst, London 1857. Natural History Review (Proc.) 4: 64-77.
- 1857 Review Zoonomische briefe : allgemeine darstellung der Thierischen Organisation Von Dr. Hermann Burmeister, Professor der Zoologie zu Halle. Ersler und Zweiter Theil 8 vo. Otto Wigand: Leipzig 1856. Natural History Review (Proc.) 4: 69-77.
- 1857 with William Henry Harvey, Review. Retrospect of various works published during the last year, new editions and new works in process. Natural History Review (Proc.) 4: 27-42.
- 1857 with other eds. Obituary of Robert Ball. Natural History Review (Proc.) 4: frontispiece.
- 1862 Caractéres de deux nouveaux genres d’Hymènoptéres de la famille des Chalcididae (Philomides and Chirolophus) de la collection du Docteur Sichel. Annales de la Société Entomologique de France (4) 2: 115-118.
- 1863 Note sur la soie produite par les larves du genre Embia. Bulletin de la Société Entomologique de France.1863: 3
- 1864 Iapyx, a new genus of insects belonging to the stirps Thysanura in the order Neuroptera. Transactions of the Linnean Society of London vol xxiv: 441-447
- 1865 On Dicellura a new genus of Insects belonging to the Stirps Thysanura in the order Neuroptera. Journal of the Linnean Society of London 8: 162-163.
- 1868 Relazione sul Baco dell Oliva — Estratta dall’Agricoltore, periodico mensile del Comizio Agrario Lucchese. Lucca.
- 1868 Description of Periphyllus laricae n.sp. Annales de la Société Entomologique de France8: xi-xiii.
- 1869 Translation of Prof. Hermann Loews paper on Blepharoceridae.La Famiglia dei Blefaroceridi (Blepharoceridae). Bolletino della Societa Entomologica Italiana 1: 85-98.
- 1869 Note sull precedente memoria del Prof. Loew. Bolletino della Societa Entomologica Italiana 1: 99.
- 1869 with A. Targioni-Tozzett, P. Stefanelli, and F. Piccioli, Avvertimento. Bull. Soc. Ent. Ital. Note sull precedente memoria del Prof. Loew. Bolletino della Societa Entomologica Italiana 1: 99.
- 1870 Description d’une éspece nouvelle de la famille des Curculionites:- Rhynchites coligatus. Annales de la Society. Linne de Lyons vol. xviii: 125
- 1885  (posthumous) Notes on Irish Coleoptera (edited by S.A. Stewart). Proceedings of Belfast Naturalists' Field Club 1883-4 Appendix viii 1: 208.

Missing Literature
Hymenopterorum Synopsis and Methodum Fallenii ut plurimum accommodata (Belfast)  4pg. s.titulo.was privately printed in Belfast and dated only by contemporary reference (1839). Haliday's name appears nowhere. It is very likely that Haliday had printed many such works, wishing to avoid typographical and editorial errors, but these remain untraced, since anonymous and therefore uncatalogued.